# Législature 2023-2028 de la Chambre des députés du Luxembourg
Depuis le 24 octobre 2023

1re session ordinaire : à partir du 24 octobre 2023
Législature 2018-2023 Législature 2028-2033
Au Grand-Duché de Luxembourg, la législature 2023-2028 de la Chambre des députés est un cycle parlementaire qui s'ouvre le 24 octobre 2023, à la suite des élections législatives du 8 octobre 2023.

## Composition de l'exécutif

### Grand-duc de Luxembourg
Lors du passage à la législature 2023-2028, Henri est grand-duc de Luxembourg depuis 23 ans et 17 jours.

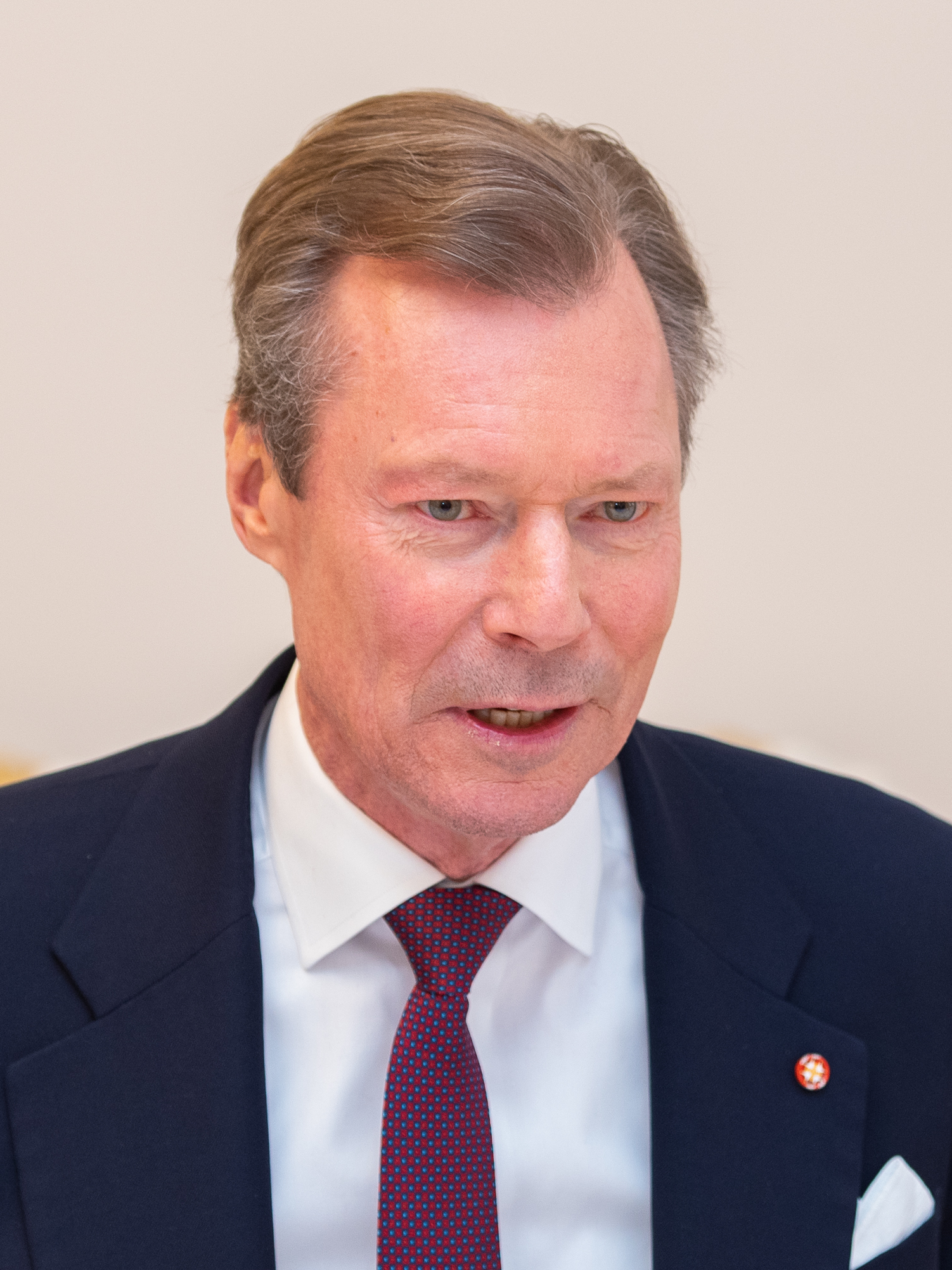
Henri, grand-duc de Luxembourg depuis le 7 octobre 2000.

- Henri,
grand-duc de Luxembourg
depuis le 7 octobre 2000.

### Premier ministre et gouvernement
Luc Frieden est nommé à la tête du gouvernement le 17 novembre 2023 par Henri. Le gouvernement est soutenu par une coalition de centre-droit entre le Parti populaire chrétien-social (CSV) et le Parti démocratique (DP).
| Gouvernement | Gouvernement | Gouvernement         | Dates (Durée)                                         | Parti(s) | Premier ministre | Composition initiale |
| ------------ | ------------ | -------------------- | ----------------------------------------------------- | -------- | ---------------- | -------------------- |
|              |              | Gouvernement Frieden | depuis le 17 novembre 2023 (1 an, 6 mois et 12 jours) | CSV - DP | Luc Frieden      | 15 ministres         |

### Composition initiale
| Sud | Est | Centre | Nord |
| --- | --- | --- | --- |
| 1. Jean Asselborn (LSAP)* 2. Nancy Kemp-Arendt (CSV) 3. Marc Baum (Lénk) 4. Dan Biancalana (LSAP) 5. Taina Bofferding (LSAP)* 6. Liz Braz (LSAP)** 7. Mars Di Bartolomeo (LSAP) 8. Félix Eischen (CSV) 9. Luc Emering (DP)** 10. Georges Engel (LSAP)* 11. Marc Goergen (PPL) 12. Gusty Graas (DP)** 13. Max Hahn (DP)* 14. Fernand Kartheiser (ADR) 15. Fred Keup (ADR) 16. Georges Mischo (CSV) 17. Claude Meisch (DP)* 18. Gilles Roth (CSV) 19. Meris Šehović (Gréng)** 20. Marc Spautz (CSV) 21. Joëlle Welfring (Gréng)* 22. Michel Wolter (CSV) 23. Laurent Zeimet (CSV)** | 1. Lex Delles (DP)* 2. Léon Gloden (CSV) 3. Carole Hartmann (DP)** 4. Max Hengel (CSV)** 5. Paulette Lenert (LSAP)* 6. Octavie Modert (CSV) 7. Lexy Schoos (ADR)** | 1. Diane Adehm (CSV) 2. Yuriko Backes (DP)* 3. François Bausch (Gréng)* 4. Xavier Bettel (DP)* 5. Simone Beissel (DP) 6. Corinne Cahen (DP) 7. Sven Clement (PPL) 8. Francine Closener (LSAP) 9. Claire Delcourt (LSAP)** 10. Franz Fayot (LSAP)* 11. Luc Frieden (CSV)** 12. Paul Galles (CSV) 13. Marc Lies (CSV) 14. Elisabeth Margue (CSV) 15. Lydie Polfer (DP) 16. Gérard Schockmel (DP)** 17. Sam Tanson (Gréng)* 18. David Wagner (Lénk)** 19. Tom Weidig (ADR)** 20. Claude Wiseler (CSV) 21. Serge Wilmes (CSV) | 1. André Bauler (DP) 2. Emile Eicher (CSV) 3. Jeff Engelen (ADR) 4. Fernand Etgen (DP) 5. Claude Haagen (LSAP)* 6. Christophe Hansen (CSV)** 7. Martine Hansen (CSV) 8. Ali Kaes (CSV) 9. Ben Polidori (PPL)** |
| * Membres du gouvernement sortant ** Nouveaux élus | | | |